# 琴蛇屬
琴蛇屬（學名：Trimorphodon）是蛇亞目游蛇科下的一種輕度有毒蛇屬，主要分布於美洲、墨西哥等地。目前共有2個品種合共7個亞種已被確認。

## 地理分布
琴蛇主要分布於美國、墨西哥、危地馬拉、洪都拉斯、尼加拉瓜、哥斯達黎加等地區。

## 特徵
成年的琴蛇約有1米長，牠們的頭部寬闊，與頸部有明顯的分別，眼睛較大，瞳孔為直線型。琴蛇的身體顏色以黑色或棕色為主。琴蛇屬於夜行性的蛇類，主要進食蜥蜴、齧齒目動物及蝙蝠，風格神秘而擅於爬樹。平時棲息於岩洞之間，令人類不易發現牠們的蹤跡。琴蛇是卵生蛇類，母蛇每次能誕下10枚左右的蛇卵。

## 品種
- 西部琴蛇（Trimorphodon biscutatus）
  - Trimorphodon biscutatus biscutatus，Bibron & Duméril，1854
  - 索諾拉州琴蛇（Trimorphodon biscutatus lambda，Cope，1886）
  - 下加利福尼亞州琴蛇（Trimorphodon biscutatus lyrophanes，Cope，1886）
  - Trimorphodon biscutatus quadruplex，Smith，1941
  - 德州琴蛇（Trimorphodon biscutatus vilkinsonii，Cope，1886）
- 墨西哥琴蛇（Trimorphodon tau）
  - Trimorphodon tau latifascia，Peters，1869
  - Trimorphodon tau tau，Cope，1870

## 外部連結
- （英文）TIGR爬蟲類資料庫：琴蛇屬
- CaliforniaHerps.com：加州琴蛇 （页面存档备份，存于）